# Halk Bankası Spor Kulübü 2022-2023 (pallavolo maschile)
Questa voce raccoglie le informazioni riguardanti l'Halk Bankası Spor Kulübü nelle competizioni ufficiali della stagione 2022-2023.

## Stagione
L'Halk Bankası Spor Kulübü disputa la stagione 2022-23 senza alcuna denominazione sponsorizzata.
Partecipa al suo trentesimo campionato di Efeler Ligi, chiudendo la regular season al primo posto: ai play-off scudetto viene sconfitto in finale dallo Ziraat Bankası. Si aggiudica invece la sua ottava Coppa di Turchia, sconfiggendo una dopo l'altra il Türşad, l'Arkas e il Fenerbahçe.
In ambito internazionale è di scena in Champions League, dove raggiunge le semifinale, estromesso dai polacchi dello Jastrzębski Węgiel.

## Organigramma societario
Area direttiva
- Presidente: Osman Arslan

Area tecnica
- Allenatore: Taner Atik
- Allenatore in seconda: Çağlar Dayı
- Assistente allenatore: Burak Dirier, Ahmet Razbonyalı
- Scoutman: Ali Rıza Metin

## Rosa
| N° | Nome             | Ruolo | Data di nascita  | Nazionalità sportiva |
| -- | ---------------- | ----- | ---------------- | -------------------- |
| 1  | Aslan Ekşi       | P     | 14 maggio 1989   | Turchia              |
| 4  | Deniz İvgen      | L     | 18 maggio 1998   | Turchia              |
| 5  | Marko Matić      | C     | 22 maggio 1995   | Turchia              |
| 6  | Oğuzhan Doğruluk | S     | 1º gennaio 1998  | Turchia              |
| 7  | Thomas Jaeschke  | S     | 4 settembre 1993 | Stati Uniti          |
| 8  | Volkan Döne      | L     | 19 febbraio 1987 | Turchia              |
| 9  | Serhat Coşkun    | O     | 18 luglio 1987   | Turchia              |
| 10 | Mustafa Koç      | C     | 23 febbraio 1992 | Turchia              |
| 11 | Yiğit Gülmezoğlu | S     | 28 dicembre 1995 | Turchia              |
| 13 | Micah Maʻa       | P     | 16 aprile 1997   | Stati Uniti          |
| 14 | Nimir Abdel-Aziz | O     | 5 febbraio 1992  | Paesi Bassi          |
| 17 | Doğukan Ulu      | C     | 30 ottobre 1995  | Turchia              |
| 20 | Emre Tayaz       | C     | 20 marzo 1998    | Turchia              |
| 30 | Nicolás Bruno    | S     | 24 febbraio 1989 | Argentina            |
| 99 | Yiğit Aslan      | S     | 28 maggio 2005   | Turchia              |

## Statistiche

### Statistiche di squadra
| Competizione     | Punti | In casa | In casa | In casa | In trasferta | In trasferta | In trasferta | Totale | Totale | Totale |
| Competizione     | Punti | G       | V       | P       | G            | V            | P            | G      | V      | P      |
| ---------------- | ----- | ------- | ------- | ------- | ------------ | ------------ | ------------ | ------ | ------ | ------ |
| Efeler Ligi      | 69    | 16      | 13      | 3       | 16           | 15           | 1            | 32     | 28     | 4      |
| Coppa di Turchia | -     | 1       | 1       | 0       | 0            | 0            | 0            | 3      | 3      | 0      |
| Champions League | 13    | 5       | 4       | 1       | 5            | 3            | 2            | 10     | 7      | 3      |
| Totale           | -     | 22      | 18      | 4       | 21           | 18           | 3            | 45     | 38     | 7      |

G = partite giocate; V = partite vinte; P = partite perse

### Statistiche dei giocatori
| Giocatore     | Campionato | Campionato | Campionato | Campionato | Campionato | Coppa di Turchia | Coppa di Turchia | Coppa di Turchia | Coppa di Turchia | Coppa di Turchia | Champions League | Champions League | Champions League | Champions League | Champions League | Totale | Totale | Totale | Totale | Totale |
| Giocatore     | P          | PT         | AV         | MV         | BV         | P                | PT               | AV               | MV               | BV               | P                | PT               | AV               | MV               | BV               | P      | PT     | AV     | MV     | BV     |
| ------------- | ---------- | ---------- | ---------- | ---------- | ---------- | ---------------- | ---------------- | ---------------- | ---------------- | ---------------- | ---------------- | ---------------- | ---------------- | ---------------- | ---------------- | ------ | ------ | ------ | ------ | ------ |
| N. Abdel-Aziz | 32         | 617        | 534        | 22         | 61         | 3                | 58               | 41               | 6                | 11               | 10               | 196              | 175              | 6                | 15               | 45     | 871    | 750    | 34     | 87     |
| Y. Aslan      | 3          | 1          | 1          | 0          | 0          | 1                | 0                | 0                | 0                | 0                | 0                | 0                | 0                | 0                | 0                | 4      | 1      | 1      | 0      | 0      |
| N. Bruno      | 30         | 229        | 189        | 20         | 20         | 1                | 16               | 13               | 1                | 2                | 10               | 108              | 86               | 11               | 11               | 41     | 353    | 288    | 32     | 33     |
| S. Coşkun     | 11         | 19         | 14         | 3          | 2          | 0                | 0                | 0                | 0                | 0                | 3                | 3                | 3                | 0                | 0                | 14     | 22     | 17     | 3      | 2      |
| O. Doğruluk   | 17         | 45         | 37         | 5          | 3          | 1                | 1                | 1                | 0                | 0                | 4                | 1                | 1                | 0                | 0                | 22     | 47     | 39     | 5      | 3      |
| V. Döne       | 32         | 0          | 0          | 0          | 0          | 3                | 0                | 0                | 0                | 0                | 9                | 0                | 0                | 0                | 0                | 44     | 0      | 0      | 0      | 0      |
| A. Ekşi       | 24         | 12         | 5          | 4          | 3          | 2                | 0                | 0                | 0                | 0                | 10               | 3                | 1                | 0                | 2                | 36     | 15     | 6      | 4      | 5      |
| Y. Gülmezoğlu | 32         | 294        | 223        | 40         | 31         | 3                | 29               | 21               | 5                | 3                | 10               | 68               | 46               | 10               | 12               | 45     | 391    | 290    | 55     | 46     |
| D. İvgen      | 31         | 0          | 0          | 0          | 0          | 3                | 0                | 0                | 0                | 0                | 10               | 0                | 0                | 0                | 0                | 44     | 0      | 0      | 0      | 0      |
| T. Jaeschke   | 13         | 191        | 161        | 11         | 20         | 2                | 39               | 29               | 1                | 9                | 4                | 82               | 69               | 5                | 8                | 19     | 312    | 259    | 17     | 37     |
| M. Koç        | 20         | 33         | 23         | 8          | 2          | 2                | 0                | 0                | 0                | 0                | 5                | 0                | 0                | 0                | 0                | 27     | 33     | 23     | 8      | 2      |
| M. Matić      | 28         | 183        | 134        | 33         | 16         | 3                | 18               | 10               | 5                | 3                | 10               | 77               | 51               | 15               | 11               | 41     | 278    | 195    | 53     | 30     |
| M. Maʻa       | 32         | 101        | 46         | 22         | 33         | 3                | 12               | 6                | 2                | 4                | 10               | 37               | 12               | 13               | 12               | 45     | 150    | 64     | 37     | 49     |
| E. Tayaz      | 21         | 110        | 68         | 39         | 3          | 1                | 0                | 0                | 0                | 0                | 6                | 26               | 20               | 5                | 1                | 28     | 136    | 88     | 44     | 4      |
| D. Ulu        | 24         | 134        | 90         | 42         | 2          | 3                | 15               | 11               | 4                | 0                | 8                | 54               | 36               | 14               | 4                | 35     | 203    | 137    | 60     | 6      |

P = presenze; PT = punti totali; AV = attacchi vincenti; MV = muri vincenti; BV = battute vincenti